# ペネロペ (絵本)
『ペネロペ』(Pénélope)は、ゲオルグ・ハレンスレーベン、アン・グットマン夫妻作の絵本シリーズ。またはこれを原作にしたアニメ『うっかりペネロペ』の主人公のコアラ。

## 概要
擬人化した動物を登場人物とした子供向け絵本である。
2002年に「3〜4歳児向けのキャラクター」を制作するためのプロジェクトを立ち上げ、2003年秋に絵本がフランスで出版された。日本では2005年に出版開始。
主人公ペネロペは女の子であるにもかかわらず、体色が青であるが、これは作者が男女振り分けされにくい中性的なキャラクター設定をするように心がけたためである。作者アン・グットマンいわく、子供に何か特定のメッセージを伝えることを目的とした絵本ではないという。
ペネロペの原案は、黄色のネコのキャラクターであったが、試行錯誤の末、青色のコアラに落ち着いた。
同じ作者の『リサとガスパール』の主人公の住む町はパリであるが、本作の主人公の住む地域に関しては、実在する特定の地名・場所は明示していない。ただし、シリーズ中に主人公がパリに遊びに行くシーンが何度かみられるため、パリ近郊に住んでいると推定される。

## 登場人物

### 主人公
- ペネロペ(Pénélope)：青色（水色）のコアラ。3歳の女の子。幼稚園児。うっかりやさん。彼女の愛らしい“うっかり”が本作ストーリーの核。好物はチョコレートクレープとチョコレートパン。

### ペネロペの家族・親戚
- パパ：黄土色のコアラ。
- ママ：ピンク色のコアラ。
- ウスターシュ（タータ）：白いコアラ。｢ペネロペ､おねえさんになる｣で登場したペネロペの弟｡フィロメーヌと双子。
- フィロメーヌ（フィーフィ）：ラベンダー色のコアラ。タータと同じく｢ペネロペ､おねえさんになる｣で登場したペネロペの妹｡ウスターシュと双子。
- おじいちゃん（父方）：薄茶色のコアラ。海の近くに別荘を所有している。
- おばあちゃん（父方）：黄色いコアラ。
- おじいちゃん（母方）：白いコアラ。帽子が好き。農園を経営している。
- おばあちゃん（母方）：白いコアラ。
- ひいおじいちゃん：灰色のコアラ。ペネロペのパパのおじいちゃん(おじいちゃんのお父さん)。(アニメでは未登場)
- マリ（マリー）・クリスティーヌ：薄桃色のコアラ。ペネロペのおばさん。
- ムスタファ：中東に住んでいる。ペネロペのおじさん。
- ミロ、マドレーヌ：桃色のコアラ。ペネロペのいとこで、男女の双子。
- ニコラおじさん：緑色のコアラ。
- メルラン：赤色のコアラ。

### ペネロペの友達の幼稚園児
- ストロンボリ(Stromboli)：青い犬の男の子。
- アラジン(Aladin)：虎の男の子。
- リリーローズ(Lili-Rose)：黄色い象の女の子。
- セザリーヌ(Césarine)：白熊の女の子。
- フィレア：蛙。(性別は不明) 絵本では「いろであそぶ」「かえるじかんよ、ペネロペ」に登場。

### その他
- ねこさん（ポリー）：ペネロペの家で飼っている茶色の猫。
- うさちゃん(Doudou)：ペネロペがいつも一緒にいる、水色の兎のぬいぐるみ。アニメでは「ドゥドゥ」。doudouはフランス語で「（乳幼児が）慣れ親しんだ（お気に入りの）もの（特に毛布・ぬいぐるみを指すことが多い）」の意味。
- 幼稚園の先生：茶色い熊。

## 絵本
フランス語の原作絵本から日本語に翻訳されて出版されている。訳・ひがしかずこ、発行・岩崎書店。
ペネロペのしかけえほんシリーズ
1. ペネロペ まきばへいく
2. ペネロペ ゆきあそびをする
3. ペネロペ ようちえんへいく
4. おやすみなさい ペネロペ
5. メリークリスマス、ペネロペ！
6. ペネロペ うみであそぶ
7. ドアをしめてね、ペネロペ
8. ペネロペ ルーヴルびじゅつかんにいく
9. ペネロペ パリへいく
10. ペネロペ スポーツをする
11. ペネロペ　チョコレートケーキをつくる
12. ハッピーバースデー、ペネロペ！
13. ペネロペ　びょういんへいく

ペネロペのおはなしえほんシリーズ
1. ペネロペ ひとりでふくをきる
2. きょうはなにするの、ペネロペ
3. ペネロペ うみへいく
4. おなかすいたね、ペネロペ
5. ペネロペのおかいもの
6. ペネロペ かずをかぞえる
7. ペネロペ いろであそぶ
8. ペネロペ あいさつできるかな
9. うたって、ペネロペ
10. ペネロペ かたちをおぼえる
11. ペネロペの はるなつあきふゆ
12. ペネロペの いちにち
13. ペネロペ イースターエッグをさがす
14. ペネロペ おねえさんになる
15. ペネロペ ちきゅうがだいすき
16. メリークリスマス、ペネロペ ！
17. ペネロペのたのしいハロウィン
18. ペネロペ ゆきあそびをする
19. ペネロペとおむつのふたごちゃん
20. ペネロペのしんがっき
21. スマイル ペネロペのおみまい

ペネロペのできるかなえほんシリーズ
1. おふろにはいろうね、ペネロペ
2. はやくねようね、ペネロペ
3. おかたづけしてね、ペネロペ
4. のこさずたべてね、ペネロペ
5. てをつなごうね、ペネロペ
6. おかしはあとでね、ペネロペ
7. かえるじかんよ、ペネロペ
8. しずかにしてね、ペネロペ

## アニメ
『うっかりペネロペ』の題名で2006年11月20日から12月29日にかけて一話5分のミニ番組としてNHK教育テレビで放送されていた。全26回（残りの4日分は1話から4話までの再放送）。2013年度以降は『ミニアニメ』枠で放送されている。
3Dコンピュータグラフィックにより作画されているが手書き風の特殊効果により、絵本のような暖かみのある画面となっている。特に第一話のCG制作には数か月の期間をかけている。
このアニメ作品で初登場し、原作絵本へ逆輸入されたキャラクターも存在する。『ペネロペのいちにち』に登場するキツネは、元々はゲオルグ・ハレンスレーベンがアニメのためにデザインしたキャラクターである。
第1シリーズのDVDは10万枚を売り上げた。

### サブタイトル
※初放送順ではなく、公式サイトのエピソード一覧に基づく
| 第1シリーズ 1. ひとりでふくをきる 2. ようちえんへいく 3. ペネロペ、タネをまく 4. ペネロペのごあいさつ 5. ペネロペのおかたづけ 6. ペネロペ、うみへいく 7. ペネロペ、うみであそぶ 8. ペネロペのおかいもの 9. おなかすいたね 10. ペネロペのおみせやさん 11. おやすみなさい、ペネロペ 12. ペネロペ、ゆきあそびをする 13. おいしいね、ペネロペ 14. うたって、うたって、ペネロペ 15. ペネロペ、スケッチをする 16. ペネロペ、じてんしゃにのる 17. ペネロペのかくれんぼ 18. ペネロペ、クッキーをやく 19. ペネロペのいろあそび 20. おじいちゃんのおたんじょうび 21. ペネロペ、おふろにはいる 22. ペネロペ、おひるねをする 23. ペネロペとふたごちゃん 24. ペネロペ、えんそくにいく 25. サンタさんのプレゼント 26. ペネロペのカーニバル 27. メリークリスマス、ペネロペ 28. ペネロペのクリスマスパーティー | 第2シリーズ 1. ドアをしめてね、ペネロペ 2. ペネロペ、かたちをおぼえる 3. しずかにしようね、ペネロペ 4. てをつなごうね、ペネロペ 5. ねるじかんだよ、ペネロペ 6. ことりさんのおうちをつくる 7. ペネロペのおたんじょうび 8. ペネロペ、スケートをする 9. ペネロペ、なまえをかんがえる 10. いいゆめをみるおまじない 11. ペネロペのたのしいハロウィン 12. ペネロペのびじゅつかん 13. きょうはどんなおてんき？ 14. ペネロペのおんがくかい 15. ペネロペ、つりをする 16. ペネロペのおいしいパーティー 17. ひとりでいけるかな、ペネロペ 18. パパのおてつだいをする 19. ペネロペ、かぜをひく 20. ペネロペ、おでかけをする 21. ペネロペ、おてがみをかく 22. おおきくなったらなんになる？ 23. ペネロペとなつのおともだち 24. ママのすてきなおたんじょうび 25. ペネロペのなにでできてるの？ 26. ペネロペ、プールであそぶ |

| 第3シリーズ 1. ペネロペ、おねえさんになる 2. なかないで、タータ、フィーフィ 3. ふたごちゃん、おおきくなあれ 4. あかちゃんとおでかけ 5. ペネロペのこもりうた 6. ペネロペのはる、なつ、あき、ふゆ 7. ペネロペ、なわとびをする 8. ペネロペ、ちきゅうをまもる 9. ペネロペ、でんしゃにのる 10. ペネロペ、いまなんじ？ 11. ペネロペとおつきさま 12. どこかへんだね、ペネロペ 13. ペネロペのゆうびんやさん | 第4シリーズ 1. ペネロペ、キャンプにいく 2. ペネロペ、かずをかぞえる 3. ペネロペ、やさいをそだてる 4. ペネロペ、おいしゃさんになる 5. ぎゅっていいね、ペネロペ 6. ペネロペ、パリへいく 7. すてきなプレゼント 8. ペネロペのいちにち 9. はんぶんこって、うれしいね 10. きょうは、なんようび？ 11. ペネロペのおしえて、おしえて 12. パリのおいしいさんぽ 13. ダンス！ダンス！ |

### キャスト・スタッフ
キャスト
- ペネロペ：工藤あかり（第2シリーズまで）→池田心雪（第3シリーズ）→三本采香（第4シリーズ）
- パパ：山口太郎
- ママ：井上喜久子
- タータ：前田綾香
- フィーフィ、アリス：大空直美
- おじいちゃん：関根信昭
- おばあちゃん：鳳芳野
- おじいちゃん、八百屋のおじさん、車掌：辻親八
- おばあちゃん、犬のお母さん：佐藤智恵
- リリーローズ、犬の子供：松岡由貴
- セザリーヌ、マリ・クリスティーヌ：高橋美佳子
- ストロンボリ：小林由美子
- アラジン、幼稚園の保母さん：渡辺明乃
- パン屋のおばさん：斉藤貴美子
- 花屋のおじさん：矢部雅史
- 薬屋のおばさん：立野香菜子
- ミロ：高木礼子
- マドレーヌ：折笠富美子
- セザリーヌのパパ：稲田徹
- シマウマさん：金本涼輔
- ユリス：三宅華也
- アントン：桑島法子
- ナレーション：能登麻美子

スタッフ
- 製作 - 石川和子、島村達雄、松山敬、押田敦
- シリーズ構成・脚本 - 島田満
- 絵コンテ - 市橋佳之
- 演出 - 沼口雅徳
- アニメーション制作 - 日本アニメーション、河村友宏、明日菜、深田安莉、西川智英美、中島弘道、白井謙吾
- 音楽 - 福島祐子
- 音響監督 - 藤野貞義
- 効果 - 風間結花
- プロデューサー - 浅野恵代、田中尚美、八木雪子、小針麻土
- 監督 - 高木淳
- 製作 - うっかりペネロペ製作委員会（日本アニメーション、白組、NEP）

### 放送形態・時間
NHK教育で2006年度に放送されたときの放送時間は毎週月曜から金曜の7時25分 - 7時30分、17時00分 - 17時05分のミニアニメ枠（※午後の放送は午前の再放送）。
※2007年4月9日から、CS放送キッズステーションで放送。
※2007年7月5日から、NHK教育にて 木・金曜7時15分 - 7時25分放送。
※2008年11月3日から、NHK教育にて月 - 金曜7時40分 - 7時45分、17時10分 - 17時15分に放送。
※2013年4月2日から、NHKEテレにて火曜8時55分 - 9時00分に放送。
※2014年4月1日から、NHKEテレにて火曜17時25分 - 17時30分に放送。
※2015年3月31日から、NHKEテレにて火曜17時20分 - 17時25分に放送（2015年9月29日で一旦放送終了）。
※2016年4月6日から、NHKEテレにて水曜17時20分 - 17時25分に放送。